# Gottlob Schüßel
Gottlob Schüßel (* 24. März 1892 in Segringen in Franken; † 12. April 1967 in Kempten (Allgäu)) war Künstler und Kunsterzieher in Kempten (Allgäu).

## Leben und Wirken
Gottlob Schüßel ist 1892 in Franken geboren und studierte an den Kunstakademien Nürnberg und München. 1919 wurde er als Pädagoge an der Kemptener Oberrealschule angestellt und war als bildender Künstler tätig. 1923 veranstaltete er eine große Präsentation seiner Werke im Kornhaus und wechselte noch im selben Jahr an das Humanistische Gymnasium in Kempten.
1939 ließ er sich vom Architekten Andor Ákos sein Wohnhaus im Leichtleweg 9 in Kempten errichten.
1948 wechselte er zurück an die Oberrealschule, wo er bis 1957 unterrichtete. Er verstarb 1967.
Seine Werke werden in Kempten weiterhin geschätzt und ausgestellt.

## Ehrungen
Die Stadt Kempten (Allgäu) ehrte Gottlob Schüßel 1986 durch die Benennung einer Straße nach dem Kunsterzieher.